# Gallegos (Segovia)
Gallegos er en by og kommune i det centrale Spanien i provinsen Segovia. Den har et indbyggertal på 93 (2024) indbyggere.